# Roger Pearson (critique littéraire)
Pour les articles homonymes, voir Roger Pearson (homonymie) et Pearson.
Roger Pearson, né en 1949, est un critique littéraire, professeur de français et traducteur britannique. Enseignant à l'université d'Oxford et membre du Queen's College, il est un spécialiste de la littérature française des dix-huitième et dix-neuvième siècles et, en particulier, de Voltaire, Stendhal et Mallarmé. 

## Biographie
Roger Pearson étudie au Collège d'Exeter à Oxford, puis devient chargé de cours au Queen's College en octobre 1973, enseignant en 1977 et professeur titulaire en 1997. En 2005, il est nommé officier de l'ordre des Palmes académiques par le gouvernement français.
Il reçoit en 2005 le « R. H. Gapper Book Prize (en) » de la Society for French Studies (en), pour son Mallarmé and circumstance. Ce prix distingue le meilleur livre sur la France, publié l'année précédente par un chercheur travaillant en Grande-Bretagne ou en Irlande. Il reçoit le même prix en 2017 pour son Unacknowledged legislators : the poet as lawgiver in post-revolutionary France.

## Publications

### Œuvres
- (en) Stendhal's violin : a novelist and his reader, Oxford, Clarendon Press, 1988.
- (en) The fables of reason : a study of Voltaire's "contes philosophiques", Oxford, Clarendon Press, 1993.
- (en) Unfolding Mallarmé : the development of a poetic art, Oxford, Clarendon Press, 1996.
- (en) Mallarmé and circumstance : the translation of silence, Oxford, Clarendon Press, 2004.
- (en) Voltaire almighty : a life in pursuit of freedom, Londres, Bloomsbury, 2005
- (en) Stéphane Mallarmé, Londres, Reaktion books, 2010.
- (en) Unacknowledged legislators : the poet as lawgiver in post-revolutionary France, Oxford, Oxford University Press, 2016.

### Traductions
- (en) Zola, La bete humaine, Oxford, Oxford University Press, coll. « Oxford World's Classics », 1996.
- (en) Zola, Germinal, Londres, Penguin, coll. « Penguin Classics », 2004.
- (en) Voltaire, Candide and other stories, Oxford, Oxford University Press, coll. « Oxford World's Classics », 2006.